# Kirgizische som
De som is de munteenheid van Kirgizië. Eén som is honderd tyjyn. De naam som betekent in het Kirgizisch puur (goud).
Er zijn munten van 10 en 50 tyjyn en 1, 3, 5 en 10 som. Het papiergeld is beschikbaar in 20, 50, 100, 200, 500, 1000, 2000 en 5000 som.
De geschiedenis van de munteenheid van Kirgizië is tot de onafhankelijkheid van het land in 1991 vrijwel hetzelfde als de geschiedenis van de munteenheid van Rusland. Tot 1918 werden Russische roebels (RUEP) gebruikt. De tsaristische munteenheid werd toen vervangen door de Sovjet-Russische roebel (RUFS). Door inflatie wisselden enige munten zich af: in 1922 de Russische roebel (RUFR) in een verhouding van 1:10.000, gevolgd door de Sovjet roebel (SUB) in 1923 in een verhouding van 100:1, de gouden roebel (SUG) in 1924 in een verhouding van 50.000:1, de nieuwe roebel (SUN) in 1947 in een verhouding van 10:1 en de harde roebel (SUR) in een verhouding van 10:1. De laatste munteenheid werd 1:1 vervangen door de Russische roebel (RUR), die in Kirgizië werd gebruikt tot in de eerste jaren na de onafhankelijkheid.
Op 10 mei 1993 werd de som ingevoerd in een verhouding van 200:1.

## Bankbiljetten
| Waarde                | Afbeelding           | Afbeelding             | Voorzijde                              | Achterzijde                    |
| --------------------- | -------------------- | ---------------------- | -------------------------------------- | ------------------------------ |
| 20 som 120 x 58 mm    | 20 som voorzijde     | 20 som achterzijde     | Togolok Moldo (dichter en manasji)     | Tash Rabat                     |
| 50 som 126 x 61 mm    | 20 dinar voorzijde   | 20 dinar achterzijde   | Kurmanjan Datka (staatsvrouw)          | Mausoleum en minaret van Ösgön |
| 100 som 132 x 63 mm   | 50 dinar voorzijde   | 50 dinar achterzijde   | Toktogul Satylganov (dichter)          | Satylganovdam                  |
| 200 som 138 x 66 mm   | 100 dinar voorzijde  | 100 dinar achterzijde  | Alykul Osmonov (dichter)               | Issyk Koelmeer                 |
| 500 som 144 x 68 mm   | 500 dinar voorzijde  | 500 dinar achterzijde  | Sayakbay Karalaev (dichter en manasji) | Manas Ordo                     |
| 1.000 som 150 x 71 mm | 1000 dinar voorzijde | 1000 dinar achterzijde | Yusuf Khass Hajib (dichter)            | Soelajman-Too                  |
| 5.000 som 156 x 73 mm | 5000 dinar voorzijde | 5000 dinar achterzijde | Suimenkul Chokmorov (filmacteur)       | Ala Tooplein in Bisjkek        |